# Xylena ampla
Xylena ampla là một loài bướm đêm trong họ Noctuidae.